# Alexandromys sachalinensis
Alexandromys sachalinensis és una espècie de talpó que es troba a Rússia.